# لیگ برتر فوتبال بنگلادش
لیگ برتر فوتبال بنگلادش لیگ برتر فوتبال کشور بنگلادش و بالاترین سطح مسابقات باشگاهی فوتبال بنگلادش است.
۱۱ باشگاه در این مسابقات باهم رقابت می‌کنند.

## قهرمانان
| رتبه | باشگاه                  | قهرمانی‌ها | نایب قهرمانی‌ها |
| ---- | ----------------------- | --------- | -------------- |
| ۱    | آباهانی داکا            | ۶         | ۴              |
| ۲    | باشوندارا کینگز         | ۴         | ۰              |
| ۳    | شیخ جمال دانموندی       | ۳         | ۳              |
| ۴    | شیخ راسل                | ۱         | ۱              |
| ۵    | محمدان بنگلادش          | ۰         | ۳              |
| ۶    | موکتیجودها سنگساد       | ۰         | ۲              |
| ۷    | چیتاگونگ آباهانی لیمیتد | ۰         | ۱              |